# Премия имени Вацлава Воровского
Премия имени Ва́цлава Воро́вского — советская журналистская премия, присуждавшаяся за лучшие произведения года в области международной журналистики. Была учреждена в 1961 году секцией журналистов-международников Московского отделения Союза журналистов СССР. Лауреаты объявлялись в апреле-мае (с 1968 накануне Дня советской печати, празднуемого 5 мая) из числа кандидатов, выдвигаемых редакциями газет и журналов, издательствами, Агентством печати «Новости», ТАСС и Комитетом по телевидению и радиовещанию, после совместного обсуждения секцией журналистов-международников и жюри.
До 1975 года определялся единственный победитель, затем число награждаемых постепенно росло (вплоть до восьми по итогам 1982 года). С 1976 года стали награждать и зарубежных журналистов (всего иностранных лауреатов — 25 из 79).
Последние три премии присуждались за 1989 год (в начале мая 1990 года).

## Медаль
Лауреатам вручалась настольная медаль из медно-цинкового сплава, округлой формы диаметром 55,2 мм (форма дя отливки изготовлена в 1962 году мастером Московского монетного двора С. Д. Шапошниковым).

## Список лауреатов

### 1960-е годы
| Год  | №               | Лауреаты                        | Номинаторы                                        | Формулировка | Прим.           |
| ---- | --------------- | ------------------------------- | ------------------------------------------------- | --- | --------------- |
| 1962 | 1               | Францев, Юрий Павлович          |                                                   | за серию публицистических статей в еженедельнике «За рубежом» | [ 5 ]           |
| 1963 | не присуждалась | не присуждалась                 | не присуждалась                                   | не присуждалась | не присуждалась |
| 1964 | 2               | Хохлов, Николай Петрович        | редакция газеты «Известия»                        | за серию корреспонденций из Конго | [ 6 ]           |
| 1965 | 3               | Щедров, Иван Михайлович         | редакция газеты «Правда»                          | за репортажи из ДРВ и Южного Вьетнама, опубликованные на страницах «Правды», и телевизионный фильм «Джунгли пылают». | [ 2 ] [ 7 ]     |
| 1966 | 4               | Зорин, Валентин Сергеевич       | Комитет по телевидению и радиовещанию при СМ СССР | за 18 радиобесед «Некоронованные короли Америки», а также памфлеты «Самый богатый человек в мире» и «Ханты и Кеннеди», опубликованные в журнале «Знамя» | [ 8 ] [ 9 ]     |
| 1967 | 5               | Кондрашов, Станислав Николаевич | редакция газеты «Известия»                        | за очерки, репортажи и корреспонденции, опубликованные в 1967 году | [ 10 ]          |
| 1968 | 6               | Боровик, Генрих Авиэзерович     | Агентство печати «Новости»                        | за очерки и статьи о США (памфлеты «Стреляющие Штаты Америки», «Сенсация предвыборного старта», «Портреты, сделанные в городе Чикаго» и др., опубликованые в журнале «Огонёк»; репортажи и статьи, напечатаны в «Литературной газете», «Комсомольской правде», «Советской России» и других изданиях) | [ 11 ] [ 12 ]   |
| 1969 | 7               | Величанский, Леонид Григорьевич | Телеграфное агентство Советского Союза (ТАСС)     | за серию внешнеполитических обзоров в 1969 году | [ 13 ]          |

### 1970-е годы
| Год  | №               | Лауреаты                          | Номинаторы                                        | Формулировка | Прим.           |
| ---- | --------------- | --------------------------------- | ------------------------------------------------- | --- | --------------- |
| 1970 | 8               | Овчинников, Всеволод Владимирович | редакция газеты «Правда»                          | за книги очерков «Ветка сакуры» и «Тени на мосту Айой» | [ 14 ]          |
| 1971 | не присуждалась | не присуждалась                   | не присуждалась                                   | не присуждалась | не присуждалась |
| 1972 | 9               | Дунаев, Владимир Павлович         | Комитет по телевидению и радиовещанию при СМ СССР | за серию телевизионных репортажей и телеочерк «Туманы Британии» | [ 15 ]          |
| 1973 | 10              | Осипов, Владимир Дмитриевич       | редакция газеты «Известия»                        | за книгу «Начало 70-х», выпущенную издательством «Известия» | [ 16 ]          |
| 1974 | 11              | Кривицкий, Александр Юрьевич      | редакция «Литературной газеты»                    | за серию очерков о США, опубликованных в «Литературной газете» | [ 17 ]          |
| 1975 | 12              | Беглов, Спартак Иванович          | Агентство печати «Новости»                        | за цикл комментариев «Друзья и противники разрядки», опубликованных в советской и зарубежной печати | [ 18 ]          |
| 1975 | 13              | Бережков, Валентин Михайлович     | издательство «Международные отношения»            | за книгу «Рождение коалиции» | [ 18 ]          |
| 1976 | 14              | Шишкин, Геннадий Аркадьевич       | Телеграфное агентство Советского Союза (ТАСС)     | за оперативное и глубокое освещение советско-американских отношений в свете решений XXV съезда КПСС | [ 21 ]          |
| 1976 | 15              | Норт, Джозеф                      |                                                   | (посмертно) американскому публицисту, активному деятелю международного прогрессивного журналистского движения, члену исполкома МОЖ | [ 21 ]          |
| 1977 | 16              | Загладин, Вадим Валентинович      | редакция «Нового времени»                         | за материалы, опубликованные в журнале «Новое время», ярко пропагандирующие внешнеполитический курс КПСС и Советского правительства, претворение в жизнь Программы мира и программы дальнейшей борьбы за укрепление мира и международного сотрудничества, показывающие достижения СССР за 60 лет Советской власти, | [ 22 ]          |
| 1977 | 17              | Шилдс, Арт                        |                                                   | за статьи о Советском Союзе, о развитии взаимопонимания и сотрудничества между советским и американским народами | [ 22 ]          |
| 1978 | 18              | Герасимов, Геннадий Иванович      | Агентство печати «Новости»                        | за публикации в советской и зарубежной прессе, разоблачающие происки врагов мира и разрядки напряженности | [ 25 ]          |
| 1978 | 19              | Калягин, Борис Александрович      | Комитет по телевидению и радиовещанию СССР        | за серию публицистических репортажей о борьбе рабочего класса Великобритании за свои права, а также о борьбе прогрессивных сил страны за укрепление разрядки и расширение сотрудничества между государствами | [ 25 ]          |
| 1978 | 20              | Кобыш, Виталий Иванович           | редакция «Литературной газеты»                    | за пропагандистские и контрпропагандистские комментарии, опубликованные в «Литературной газете» под рубрикой «Мнение обозревателя», посвящённые актуальным проблемам международной жизни | [ 25 ]          |
| 1978 | 21              | Зельбман, Эрих                    |                                                   | за серию телевизионных материалов, посвященных дружбе народов СССР и ГДР | [ 25 ]          |
| 1978 | 22              | Карраско Мойя, Роландо            |                                                   | за книгу «"Военнопленные" в Чили», рассказывающую о борьбе чилийского народа за свободу и демократию, о вкладе, который внесли народы Советского Союза, социалистических государств в движение солидарности с чилийским народом                                                                                    | [ 25 ]          |
| 1979 | 23              | Бовин, Александр Евгеньевич       | редакция газеты «Известия»                        | за материалы в газете «Известия» и выступления по телевидению и радио | [ 28 ]          |
| 1979 | 24              | Вишневский, Сергей Николаевич     | редакция газеты «Правда»                          | за статьи по международным проблемам | [ 28 ]          |
| 1979 | 25              | Абу Шариф, Бассам                 |                                                   | за серию статей и интервью, пропагандирующих дружбу и сотрудничество между СССР и арабскими странами | [ 28 ]          |
| 1979 | 26              | Дюран, Пьер                       |                                                   | за серию статей, пропагандирующих укрепление дружбы и сотрудничества между народами | [ 28 ]          |
| 1979 | 27              | Оборский, Станислав               |                                                   | за серию статей, посвящённых жизни и труду советского народа, советско-чехословацкой дружбе и международному сотрудничеству | [ 28 ]          |

### 1980-е годы
| Год  | №  | Лауреаты                           | Формулировка | Прим.  |
| ---- | -- | ---------------------------------- | --- | ------ |
| 1980 | 28 | Краминов, Даниил Фёдорович         | за книгу «В орбите войны» и другие яркие публицистические произведения, опубликованные в советской прессе, пропагандирующие внутреннюю и внешнюю политику КПСС, дружбу и сотрудничество между народами | [ 34 ] |
| 1980 | 29 | Лосев, Сергей Андреевич            | за многочисленные публицистические статьи, ярко пропагандирующие миролюбивую внешнюю политику КПСС, опубликованные в советских и зарубежных средствах массовой информации | [ 34 ] |
| 1980 | 30 | Потапов, Анатолий Георгиевич       | за телепередачи, пропагандирующие мир и безопасность на европейском континенте | [ 34 ] |
| 1980 | 31 | Шибик, Николай Александрович       | за сборник статей и памфлетов «Сердце и грош», опубликованных в советской прессе, в которых разоблачается лживость антисоветской буржуазной пропаганды | [ 34 ] |
| 1980 | 32 | Комьят, Ирен                       | за публицистические работы по пропаганде идей мира, социализма и коммунизма, дружбы между народами | [ 34 ] |
| 1980 | 33 | Карлебах, Эмиль                    | за его статьи, страстно обличающие фашизм, антикоммунизм, милитаризм, пропагандирующие мир и дружбу между народами. | [ 34 ] |
| 1981 | 34 | Борисов, Олег Борисович            | за книгу «Из истории советско-китайских отношений в 50-х годах (к дискуссии в КНР о Мао Цзэдуне)» | [ 41 ] |
| 1981 | 35 | Демченко, Павел Епифанович         | за статьи, опубликованные в «Правде», журналах «Коммунист» и «Международная жизнь» | [ 41 ] |
| 1981 | 36 | Хачатуров, Карэн Арменович         | за цикл публицистических очерков «Латиноамериканская трагедия в трёх неоконченных актах при участии ЦРУ» | [ 41 ] |
| 1981 | 37 | Яковлев, Михаил Иванович           | за книгу очерков «17 лет в Китае» и серию комментариев и статей, опубликованных в советской печати | [ 41 ] |
| 1981 | 38 | Варас, Хосе Мигель                 | за книгу «Голос Чили» и радиопередачи, раскрывающие антинародную сущность диктаторского режима Пиночета | [ 41 ] |
| 1981 | 39 | Пасхалис, Панайотис                | за активную журналистскую деятельность, направленную против агрессивной политики правящих кругов Израиля | [ 41 ] |
| 1982 | 40 | Новиков, Лев Александрович         | за телефильмы «Чили: 60 лет борьбы», «Гватемала: венок из ран» и другие телевыступления, правдиво и ярко рассказывающие об активной борьбе народов Латинской Америки против американского империализма, за национальное освобождение, за мир и социальный прогресс, пропагандирующие миролюбивую внешнюю политику СССР | [ 48 ] |
| 1982 | 41 | Наумов, Павел Алексеевич           | за книгу «Человек восстаёт против войны» и другие яркие публицистические выступления в советской и зарубежной прессе, пропагандирующие внутреннюю и внешнюю политику КПСС и Советского государства, мир и дружбу между народами, разоблачающие возросшую агрессивность американского империализма                      | [ 48 ] |
| 1982 | 42 | Кузнецов, Владимир Андреевич       | за статьи и комментарии, опубликованные в еженедельнике «Новое время» и других средствах массовой информации, ярко и убедительно разоблачающие милитаристскую, агрессивную политику США и стран НАТО, пропагандирующие миролюбивую политику СССР                                                                       | [ 48 ] |
| 1982 | 43 | Марреро Гонсалес, Хуан             | за статьи и комментарии, опубликованные в «Гранме» и других средствах массовой информации Кубы, в которых он разоблачает агрессивную политику американского империализма, выступает в поддержку национально-освободительного движения, за мир, социализм и коммунизм                                                   | [ 48 ] |
| 1982 | 44 | Суарес, Луис                       | за страстные выступления по телевидению, радио и в прессе страны в защиту мира, дружбы и сотрудничества между народами | [ 48 ] |
| 1982 | 45 | Друзенко, Анатолий Иванович        | за оперативное освещение международных событий | [ 48 ] |
| 1982 | 46 | Лосото, Олег Павлович              | за оперативное освещение международных событий | [ 48 ] |
| 1982 | 47 | Шаповалов, Анатолий Петрович       | за оперативное освещение международных событий | [ 48 ] |
| 1983 | 48 | Аверченко, Борис Ефимович          | за статьи и комментарии, пропагандирующие внутреннюю и миролюбивую внешнюю политику КПСС и Советского государства, единство и сплоченность стран социалистического содружества | [ 56 ] |
| 1983 | 49 | Лауринчюкас, Альбертас Казевич     | за книгу «Врата страха», статьи, опубликованные в советской прессе, разоблачающие агрессивный внешнеполитический курс США и других стран-членов НАТО | [ 56 ] |
| 1983 | 50 | Матвеев, Викентий Александрович    | за книгу «Мир творят люди» и другие материалы, опубликованные в советских средствах информации, показывающие миролюбие советской внешней политики, разоблачающие милитаризм, агрессивность американского империализма                                                                                                  | [ 56 ] |
| 1983 | 51 | Каверзнев, Александр Александрович | за телефильмы и телерепортажи о социалистических странах, их дружбе и сплоченности (посмертно) | [ 56 ] |
| 1983 | 52 | Йосифов, Веселин                   | за активную журналистскую деятельность в интересах укрепления международного демократического движения журналистов, за статьи и комментарии в болгарской прессе в защиту мира и дружбы между народами, против американского империализма                                                                               | [ 56 ] |
| 1983 | 53 | Аббас, Ахмад Кваджа                | за статьи в еженедельнике «Блитц» против социальной несправедливости, расизма, за мир, демократию и интернационализм | [ 56 ] |
| 1984 | 54 | Громыко, Анатолий Андреевич        | за книгу «Новое мышление в ядерный век» | [ 62 ] |
| 1984 | 55 | Ломейко, Владимир Борисович        | за книгу «Новое мышление в ядерный век» | [ 62 ] |
| 1984 | 56 | Михайлов, Владимир Иванович        | за серию публицистических статей, разоблачающих происки милитаристских и реваншистских сил | [ 62 ] |
| 1984 | 57 | Санакоев, Шалва Парсаданович       | за серию статей в журнале, пропагандирующих миролюбивую ленинскую политику КПСС и Советского государства | [ 62 ] |
| 1984 | 58 | Яковлев, Александр Николаевич      | за книгу «От Трумэна до Рейгана» | [ 62 ] |
| 1984 | 59 | Бахман, Курт                       | за публицистические статьи, разоблачающие замыслы западногерманского империализма | [ 62 ] |
| 1984 | 60 | Горжени, Зденек                    | за публицистические статьи, пропагандирующие миролюбивую политику стран социалистического содружества | [ 62 ] |
| 1985 | 61 | Васильев, Геннадий Владимирович    | за материалы, разоблачающие агрессивный курс внешней политики администрации США, пропагандирующие миролюбивую политику КПСС и Советского государства, борьбу за мир и международную безопасность | [ 70 ] |
| 1985 | 62 | Устинов, Герман Петрович           | за серию статей, очерков и репортажей, рассказывающих о героической борьбе афганского народа против происков международного империализма, о строительстве нового общества в ДРА | [ 70 ] |
| 1985 | 63 | Симонов, Владимир Александрович    | за публицистические статьи, показывающие силу советской внешней политики, разоблачающие врагов мира и разрядки, пороки капиталистического общества | [ 70 ] |
| 1985 | 64 | Эберхард, Хайнрих                  | за публицистические статьи, пропагандирующие миролюбивую политику стран социалистического содружества | [ 70 ] |
| 1985 | 65 | Гарсиа, Карлос                     | за статьи, разоблачающие империалистическую пропаганду против Никарагуа | [ 70 ] |
| 1986 | 66 | Лещинский, Михаил Борисович        | за цикл телевизионных репортажей и фильмов из Афганистана | [ 76 ] |
| 1986 | 67 | Бурлацкий, Фёдор Михайлович        | за серию статей, очерков и обзоров о формировании нового мышления, борьбе за безъядерный мир, о сотрудничестве социалистических стран | [ 76 ] |
| 1986 | 68 | Колесниченко, Томас Анатольевич    | за публикации о советских мирных инициативах, встрече на высшем уровне в Рейкьявике, репортажи из Ливии в период американской агрессии против этой страны | [ 76 ] |
| 1986 | 69 | Подковиньский, Мариан              | за серию статей и очерков в защиту мира, за укрепление доверия и сотрудничества между странами и народами | [ 76 ] |
| 1986 | 70 | Валда, Дик                         | за публикации, пропагандирующие дружбу и сотрудничество между народами СССР и Нидерландов, народами всего мира | [ 76 ] |
| 1987 | 71 | Почивалов, Леонид Викторович       | за серию публицистических статей по проблемам нового мышления в международных отношениях | [ 81 ] |
| 1987 | 72 | Пумпянский, Александр Борисович    | за серию публицистических статей, посвящённых советско-американским отношениям на современном этапе | [ 81 ] |
| 1987 | 73 | Варнаи, Ференц                     | за серию статей и актуальных интервью о внутренней и внешней политике СССР | [ 81 ] |
| 1987 | 74 | Каранджия, Русси                   | за журналистскую деятельность, направленную на сохранение мира и укрепление индийско-советской дружбы | [ 81 ] |
| 1988 | 75 | Большаков, Владимир Викторович     | за серию публикаций, раскрывающих проблемы разоружения и безопасности в Европе, развития советско-французских отношений, а также отражающих по-новому судьбы наших соотечественников за рубежом | [ 86 ] |
| 1988 | 76 | Скальфари, Эудженио                | за журналистскую деятельность, направленную на развитие взаимопонимания и сотрудничества между итальянским и советским народами, которая выразилась, в частности, в гуманной акции во время трагедии в Армении; за проявление нового политического мышления                                                            | [ 86 ] |
| 1989 | 77 | Линник, Виктор Алексеевич          | за материалы, освещающие динамику развития советско-американских отношений и новое мышление в международной политике | [ 89 ] |
| 1989 | 78 | Чепоров Эдгар Анатольевич          | за серию публикаций, отражающих новый подход в освещении американского образа жизни | [ 89 ] |
| 1989 | 79 | Шодольский, Винсент                | за высокий профессионализм и объективное освещение происходящей в Советском Союзе перестройки | [ 89 ] |